# Teorema lui Cramer (curbe algebrice)
În geometria algebrică teorema lui Cramer asupra curbelor algebrice oferă numărul necesar și suficient⁠(d) de puncte dintr-un plan (reprezentat în coordonate carteziene) care se află pe o curbă algebrică⁠(d) și care determină în mod unic curba în cazuri nedegenerate. Acest număr este
{\displaystyle {\frac {n(n+3)}{2}},}
unde n este gradul curbei. Teorema a fost publicată de Gabriel Cramer în 1750.
De exemplu, o dreaptă (care are gradul 1) este determinată de 2 puncte distincte de pe ea: o singură dreaptă trece prin acele două puncte. La fel, o conică nedegenerată oarecare (ecuație polinomială în x și y cu suma puterilor lor care în orice termen nu depășește 2, prin urmare fiind de gradul 2) este determinată în mod unic de 5 puncte (dintre care nu există trei coliniare).
Intuiția cazului conicelor este următoarea: fie presupunerea că punctele date se află, de exemplu, pe o elipsă. Atunci sunt necesare și suficiente cinci informații pentru a identifica elipsa — poziția centrului elipsei pe orizontală, pe verticală, lungimea axei mari (lungimea celei mai lungi coarde), a axei mici (lungimea celei mai scurte coarde prin centru, perpendiculară pe axa mare) și orientarea de rotație a elipsei (unghiul pe care-l face axa mare cu axa Ox). Cinci puncte în poziție generală sunt suficiente pentru a furniza aceste cinci informații, în timp ce patru puncte nu.

## Obținerea formulei
Numărul de termeni diferiți (inclusiv cei cu un coeficient zero) dintr-o ecuație de gradul n în două variabile este {\displaystyle (n+1)(n+2)/2.} Acest lucru se datorează faptului că termenii de gradul n sunt {\displaystyle x^{n},\,x^{n-1}y^{1},\,\dots ,\,y^{n},} adică sunt {\displaystyle n+1} termeni. Termenii de gradul {\displaystyle n-1} sunt {\displaystyle x^{n-1},\,x^{n-2}y^{1},\,\dots ,\,y^{n-1},} adică n termeni. Și tot așa până la temenii de gradul întâi, {\displaystyle x} și {\displaystyle y,} adică 2 termeni și 1 termen de gradul 0 (constanta). Suma numerelor termenilor este {\displaystyle (n+1)+n+(n-1)+\,\dots \,+2+1=(n+1)(n+2)/2,} fiecare cu propriul său coeficient. Totuși, unul dintre acești coeficienți este redundant la determinarea curbei, deoarece putem întotdeauna împărți ecuația polinomială cu oricare dintre coeficienți, dând o ecuație echivalentă cu un coeficient cu valoarea 1, astfel rămânând, {\displaystyle \left[(n+1)(n+2)/2\right]-1=n(n+3)/2} coeficienți.
De exemplu, o ecuație de gradul 4 are forma generală
{\displaystyle x^{4}+c_{1}x^{3}y+c_{2}x^{2}y^{2}+c_{3}xy^{3}+c_{4}y^{4}+c_{5}x^{3}+c_{6}x^{2}y+c_{7}xy^{2}+c_{8}y^{3}+c_{9}x^{2}+c_{10}xy+c_{11}y^{2}+c_{12}x+c_{13}y+c_{14}=0,}
cu {\displaystyle 4(4+3)/2=14} coeficienți.
Determinarea unei curbe algebrice printr-un set de puncte constă în determinarea valorilor acestor coeficienți în ecuația algebrică astfel încât fiecare dintre puncte să satisfacă ecuația. Fiind date {\displaystyle n(n+3)/2} puncte {\displaystyle (x_{i},\,y_{i}),} fiecare dintre aceste puncte poate fi folosit pentru a crea o ecuație separată prin substituirea acesteia în ecuația polinomială generală de gradul n, obținându-se în total {\displaystyle n(n+3)/2} ecuații liniare cu {\displaystyle n(n+3)/2} coeficienți necunoscuți. Dacă acest sistem este nedegenerat în sensul că are un determinant diferit de zero, coeficienții necunoscuți sunt determinați în mod unic și, prin urmare, ecuația polinomială și curba sa sunt determinate în mod unic. Mai mult decât acest număr de puncte ar fi redundant, iar mai puține ar fi insuficiente pentru a rezolva sistemul de ecuații în mod unic pentru coeficienți.

## Cazuri degenerate
Un exemplu de caz degenerat, în care {\displaystyle n(n+3)/2} puncte de pe curbă nu sunt suficiente pentru a determina curba în mod unic, a fost oferit de Cramer ca parte a paradoxului lui Cramer. Fie gradul n = 3, iar nouă puncte să fie toate combinațiile de {\displaystyle x=-1,\,0,\,1} și {\displaystyle y=-1,\,0,\,1}. Toate aceste puncte sunt conținute nu doar de o singură cubică, ci toate cubicele cu ecuația {\displaystyle a(x^{3}-x)+b(y^{3}-y)=0.} Deci aceste puncte nu determină o cubică unică, chiar dacă există {\displaystyle n(n+3)/2=9} puncte. În general există infinit de multe cubice care trec prin cele nouă puncte de intersecție a două cubice (teorema lui Bézout implică faptul că două cubice au, în general, nouă puncte de intersecție).
De asemenea, pentru cazul conicelor, la care n = 2, dacă trei din cinci puncte date se află pe aceeași dreaptă, este posibil să nu determine în mod unic curba.

## Cazuri restricționate
Dacă curba trebuie să fie într-o anumită subcategorie de ecuații polinomiale de gradul n, atunci pot fi necesare și suficiente mai puțin de {\displaystyle n(n+3)/2} puncte pentru a determina o curbă unică. De exemplu, trei puncte (necoliniare) determină un cerc: cercul generic este dat de ecuația {\displaystyle (x-a)^{2}+(y-b)^{2}=r^{2}} unde centrul este situat în (a, b) iar raza este r. Echivalent, prin dezvoltarea termenilor la pătrat, ecuația generică devine {\displaystyle x^{2}-2ax+y^{2}-2by=k,} unde {\displaystyle k=r^{2}-a^{2}-b^{2}.} Două restricții au fost impuse aici în comparație cu cazul conicelor în general cu n = 2: coeficientul termenului în xy este restricționat la 0, iar coeficientul a lui y2 este același cu cel al lui x2. Astfel, în loc să fie nevoie de cinci puncte, sunt necesare doar 5 – 2 = 3, coincizând cu cei 3 parametri a, b, k (equivalent a, b, r) care trebuie deteminați.